# ديمية السباع

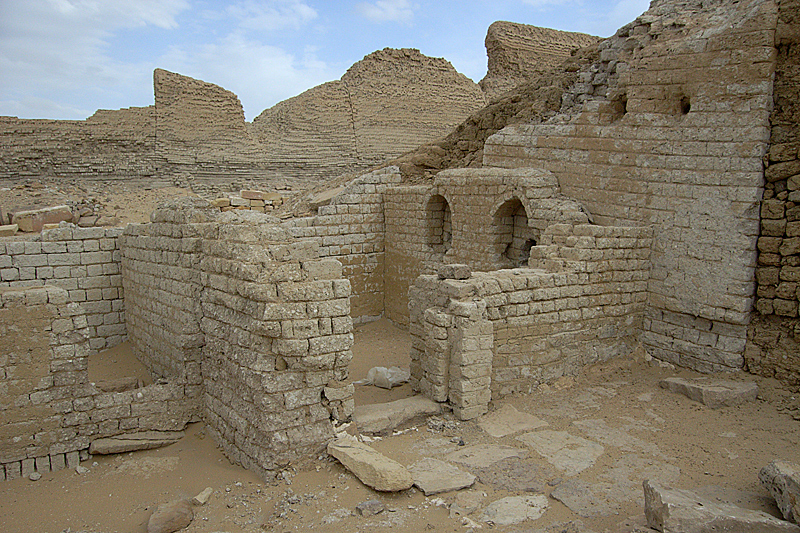
أطلال مباني

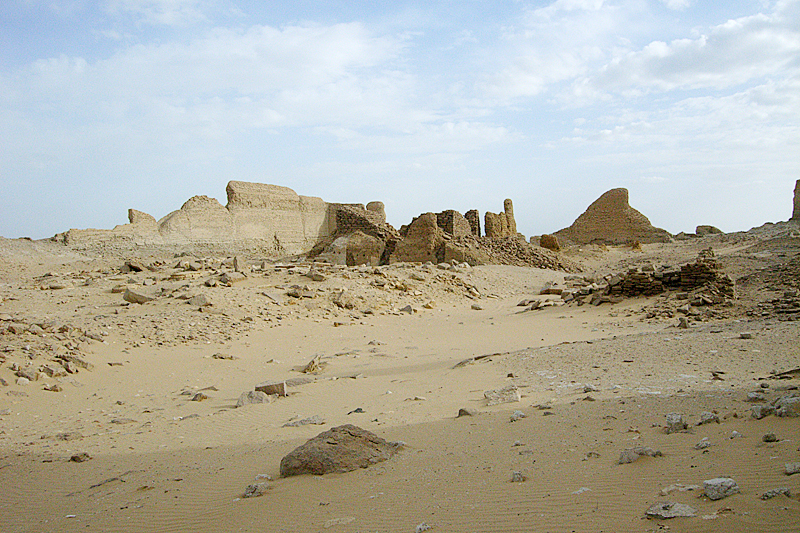
المشهد العام

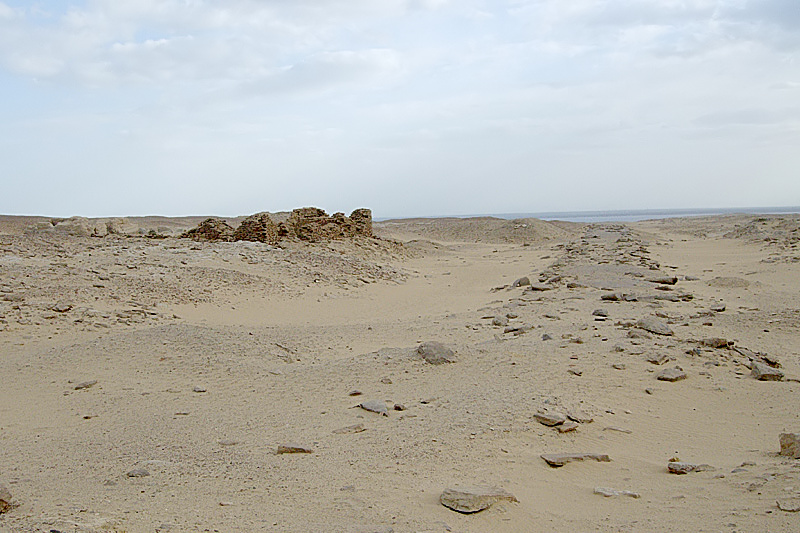
الجنوب

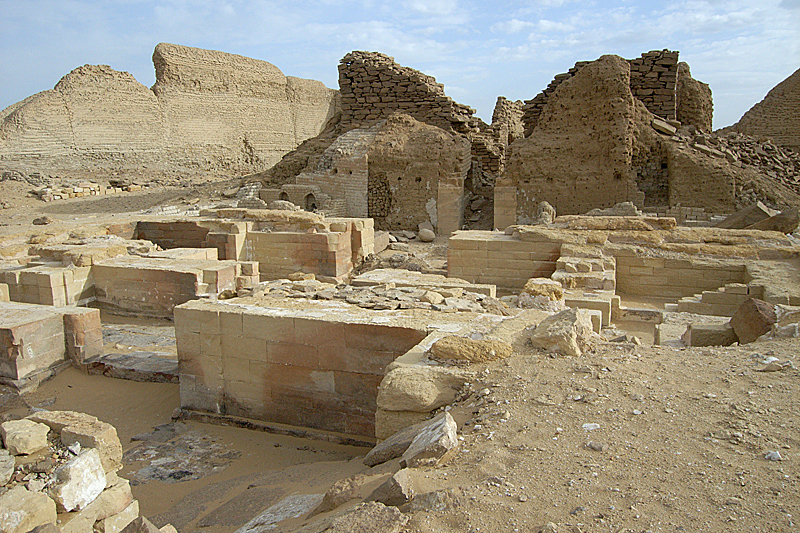
معبد فرعوني

ديمية السباع (باليونانية سكنوبايوس) منطقة أثرية بها أطلال مدينة بطلمية، تقع بمحافظة الفيوم.
تقع على بعد 3 كم شمال بحيرة قارون وبها آثار معبد صغير من الحجر المربع ولاتزال أسوار حوائط المدينة قائمه من الطوب اللبن كما لايزال معبدها وطرقاتها باقيه  وتم اكتشاف تمثالين من الحجر مؤخرا.